# Серенай Саръкая
Серенай Саръкая (на турски: Serenay Sarıkaya) е турска актриса и модел. Тя е участвала в конкурса Мис Турция 2010, като е заела второ място, а през 2014 е избрана за жена на годината от GQ. Най-известната ѝ роля е в образа на Мира в сериала „Кварталът на богатите“.

## Биография

### Произход и младежки години
Серенай Саръкая е родена на 1 юли 1992 в Анкара, Турция. Когато е на 6 години, родителите ѝ се развеждат и тя остава при майка си. Завършва гимназия „Сайме Салих Конджа“ в Анталия. Иска да завърши висшето си образование в чужбина, но все още не го е направила. Серенай дълго време се е интересувала от волейбол и баскетбол, а в днешно време играе тенис и тренира латиноамерикански танци. На 15-годишна възраст участва в европейския конкурс за красота, който се проведе в Чехия. Започва актьорската си кариера след като получава специална награда от журито на конкурса.

### Кариера
2006 – 2012 – филми и сериали
През 2006 г., след като получава специална награда от журито на европейски конкурс, взима участие във филм на режисьора Шахин Алпаслан. През 2008 г. участва в турска продукция с режисьор Синан Четин и във филм на Мурат Шекер. В тези проекти си партнира с имена като Алтан Гюнбей и Шахаб Сайлган. През същата година участва във филма „Лимоновото дърво“ заедно с Каан Урганчоолу, но след десетия епизод тя е отстранена.
През 2010 г. печели второ място в конкурса Мис Турция. Въпреки че е спечелила второто място, тя получава възможността да представлява Турция на конкурса Мис Вселена, но тя не приема, тъй като иска Гизем Мемич да направи това. 
През 2010 г. участва в сериала „Мъжът от Адана“, където си партнира с Мехмет Акиф Алакурт и с Октай Кайнарджа, в ролята на негова дъщеря София. В един от епизодите тя пее песен и за първи път са забелязани отличните ѝ вокални данни. Играе малка роля във филма „Довиждане“ през 2011. 
Първата значима роля на Серенай е в сериала  „Сезони на любовта“.Поредицата се снима от 2010 до 2012 година.Серенай изпълнява ролята на младата Йешим Ташкаран.Отново се изявява освен като актриса и като певица.Тя впечатлява всички с изпълнението на песента Tek Başına.  Ролята на Йешим и носи популярност не само в Родината,но и зад граница.Получава награда за най-добра млада актриса в Баку. Партньор в сериала и е Толгахан Сайъшман.Сериалът продължава два сезона,общо 117 епизода.Участват още Кенан Бал, Хатидже Аслан, Айтен Сойкьок, Емина Сандал, Айкут Йълмаз и др.
2013-настояще – Behzat Ç, Ankara Yanıyor, Medcezir, Fi Çi и други проекти
2013 – Behzat Ç, Ankara Yanıyor и  Medcezir
През 2013 гадина Серенай участва във филма "Behzat Ç: Ankara Yanıyor" в ролята на Мелиса.Партньорът и е Неджат Ишлер.Участват още   Ердал Бешикчиоглу,Санем Челик,Седа Бакан и др.Жанр драма,криминале.
През  периода 2013-2015 година е избрана за главната роля в турската версия на холивудската продукция „Кварталът на богатите“,Мира Бейлидже.Партньор и е Чаатай Улусой-Яман Копер. Сериалът се радва на огромна популярност в родината си и извън нея.Снима се 2 сезона , общо 79 серии.Участват още Баръш Фалай,Мине Тугай,Хазар Ергючлю,Танер Олмез и др.
През 2016 година се снима във филма на ВКМ "İkimizin Yerine".За втори път неин партньор е Неджат Ишлер.Филмът е посрещнат с огромен интерес и получава добра оценка според резултатите в бок софиса.Във филма участват още Зерин Текиндор като майка на нейната героиня,Мерве Чагиран,Аслъ Бекироулу,Йозгюр Емре Йълдъръм.
В периода  2014-2020 година участва и в  реклами.
2014 година снима реклама на марката шампоани Elidor заедно с Хазар Ергючлю.„
2014 година участва  в рекламен клип на Тор.
От 2014година става рекламно лица на Mavi Jeans .Първият й договор е сключен за 2 години.Първият й партньор е световноизвестния бразилски модел Франсиско Лачовски-заедно снимат пролетно-лятната колекция на 2014г.  Актрисата получава много положителни отзиви като рекламно лице на Мави. Освен него, нейни партньори в рекламите на Mavi са Чейс Армитидж-2015година и унгарския супермодел Барбара Палвин-2018година. През 2015 година си партнира и с турския актьор Керем Бурсин ,с когото започват връзка в живота ,която продължава до  2019 година..Двамата представят много успешно три поредни колекции на бранда Мави. След едногодишно прекъсване от 2021 година Серенай подновява сътрудничеството си с Mavi Jeans и продължава да е тяхно рекламно лице и до днес.
Следващият ѝ рекламен договор е от 2020 година със световноизвестната марка шампоани „Head & Shoulders“.Сътрудничеството им продължава 2 години.
През март 2017 г. стартира първата интернет-поредица „Божествено“ на Пуху тв на известната продуцентска компания Ay Yapım,създадена по нашумелия психологически роман на Азра Кохен Fİ-Çİ-Pİ.Серенай влиза в ролята на младата балерина Дуру Дурулай. Партнира си с двама от най-утвърдените турски актьори- Озан Гювен и Мехмет Гюнсюр. Интернет сериалът продължава два сезона,общо 22 серии.Участват още  Беррак Тюзюнатач,Осман Сонант,Тюлай Гюнал,Бушра Девели ,Хивда Зизан Алп,Ясемин К.Ален и др.
2019 година-Алиса в мюзикъла "Алиса в страната на чудесата"
През декември 2018 година Серенай дебютира на театрална сцена като главната героиня в мюзикъла "Алиса в страната на чудесата" на ВКМ и Зорлу ,в който си партнира с Езги Мола,Енис Арикан,Шукрю Йозълдъс,Мерве Диздар и Ибрахим Селим.Подготовката на Серенай и колегите й за мюзикъла продължава половин година и се провежда от един от най-популярните и уважавани турски хореографи Бейхан Мърфи и музикалния педагог Нилюфер Челик.Серенай има солови песни ,танци и акробатични изпълнения на сцената.Представлението се радва на огромен успех и се играе  в продължение на няколко години .През 2022 година мюзикълът е заснет и излъчен през 2023 година на Дисни плюс.
2023 година-Шахсу в сериала Шахмаран на Нетфликс
През 2022 година интернет екранизацията на Netflix "Шахмаран" по древна източна легенда събира Серенай Саръкая с колегата й от Меджезир Бурак Дениз .Двамата си партнират много успешно като Шахсу и Маран и спечелват огромна популярност,а поредицата се радва на голям успех и месеци наред запазва мястото си в челната десятка на най-гледаните заглавия на цифровата платформа.

2023-2024 година Девин Акън в сериала Семейство
През март 2023  30-серийната турска тв семейна сага Семейството (на турски: Aile) , продуциран от Ay Yapım, режисиран от Aхмет Kaтъксъз и написан от Хакан Бономо и Aли Кобанбай,събира в главните роли Серенай и Къванч Татлъту . Сериалът се отличава с нестандартен сюжет,основан на психоанализа.Историята- Аслан е собственик на нощен клуб и глава на влиятелната фамилия Сойкан. Той поема сенчестия бизнес на семейството си след самоубийството на баща си и с всички сили се стреми да го спаси и изчисти. Неочакваната поява на Девин (в чийто образ влиза ослепителната Серенай Саръкая), обаче, преобръща както неговия, така и живота на близките му завинаги…За съвместната си игра, двамата са отличени като „Най-добрата екранна двойка на 2023 г.“ на най-престижните телевизионни награди в Турция – „Златна пеперуда“.

## Филмография

### Телевизия
| Година    | Заглавие              | Роля           |  |  |
| --------- | --------------------- | -------------- |  |  |
| 2008      | Peri Masalı           | Таля           |  |  |
| 2008      | Лимоново дърво        | Пери           |  |  |
| 2008-2010 | Мъжът от Адана        | София Дикая    |  |  |
| 2010-2012 | Сезони на любовта     | Йешим Ташкъран |  |  |
| 2013-2015 | Кварталът на богатите | Мира Бейлидже  |  |  |
| 2017-2018 | Божествено            | Дуру Дурулай   |  |  |
| 2017-2018 | Шахмаран              | Шахсу          |  |  |
| 2023-2024 | Семейство             | Девин Акън     |  |  |
| 2024-     | Благодаря, следващия  | Лейля Тайлан   |  |  |
|           |                       |                |  |  |

### Игрални филми
| Година | Заглавие                  | Роля   |
| ------ | ------------------------- | ------ |
| 2006   | Şaşkın                    | Итър   |
| 2008   | Plajda                    | Аслъ   |
| 2010   | Ejderhanı Nasıl Eğitirsin | Астрид |
| 2011   | Hoşçakal                  | Сара   |
| 2013   | Behzat Ç. Ankara Yanıyor  | Мелиса |
| 2016   | İkimizin Yerine           | Чичек  |
|        |                           |        |